# Pteris papuana
Pteris papuana là một loài dương xỉ trong họ Pteridaceae. Loài này được Ces. mô tả khoa học đầu tiên năm 1877.
Danh pháp khoa học của loài này chưa được làm sáng tỏ. 